# Saint-Sébastien, Isère
För andra betydelser, se Saint-Sébastien.
Saint-Sébastien är en kommun i departementet Isère i regionen Auvergne-Rhône-Alpes i sydöstra Frankrike. Kommunen ligger i kantonen Mens som tillhör arrondissementet Grenoble. År 2018 hade Saint-Sébastien 253 invånare.

## Befolkningsutveckling
Antalet invånare i kommunen Saint-Sébastien
Referens:INSEE